# Rudgea erythrocarpa
Rudgea erythrocarpa är en måreväxtart som beskrevs av Johannes Müller Argoviensis. Rudgea erythrocarpa ingår i släktet Rudgea och familjen måreväxter. Inga underarter finns listade i Catalogue of Life.